# Mud Island Amphitheatre
Das Mud Island Amphitheatre ist ein Amphitheater in Memphis, Tennessee.

## Geschichte und Nutzung
Die Freiluftarena befindet sich auf der Halbinsel Mud Island zwischen den Küstenströmen des Mississippi und des Wolf Rivers. Erbaut wurde das Theater im Jahr 1985 und fasst rund 5.500 Zuschauer bei minimaler Bühnengröße. In dem Theater traten schon international bekannte Künstler wie Eric Clapton, The Police, Robert Plant, Sting, Joe Walsh und Fall Out Boy auf.